# Calligrapha scalaris
Espèce
Synonymes
- Calligrapha (Calligrapha) scalaris (LeConte, 1824)[1]
- Chrysomela scalaris LeConte, 1824 - protonyme[2]

Calligrapha scalaris, communément appelé Calligraphe de l'orme, est une espèce de coléoptères de la famille des Chrysomelidae d'Amérique du Nord.

## Description
Calligrapha scalaris peut atteindre de 7 jusqu'à 9,5 mm de long.
Sa livrée varie du blanc mauve à jaune, à macules variables. Son pronotum est conique et noir luisant, légèrement ponctué au centre et sur son limbe postérieur. Ses élytres présentent une large bande centrale à sept lobes, une tache latérale noire de chaque côté de la partie supérieure, et plusieurs petites taches et petits points noirs sur ses flancs.

## Répartition
Il se rencontre du Sud-Est du Canada jusqu'au Manitoba et de la Géorgie jusqu'au Texas.

## Cycles
Certaines populations ne présentent aucun mâle et doivent recourir à la parthogenèse pour se reproduire.

## Alimentation
Calligrapha scalaris est un insecte phytophage qui s'alimente essentiellement des feuilles de l'Orme d'Amérique, de l'Aulne, du Saule et du Tilleul.

## Noms vernaculaires
Cette espèce porte les noms de Elm calligrapha et de Linden leaf beetle en anglais.

## Publication originale
- (en) John Eatton Le Conte, « Description of some new species of North American insects », Annals of the Lyceum of Natural History of New York, vol. 1, no 1,‎ 1824, p. 169-173 (lire en ligne, consulté le 13 avril 2020).